# 마리아노 아리스타
마리아노 아리스타(Mariano Arista, 1802년 7월 26일 - 1855년 8월 7일)는 멕시코의 정치인, 군인이다. 19세기 국내에서 벌어진 많은 전쟁에 참전한 유명한 베테랑일 뿐만 아니라 1851년부터 1853년까지 멕시코의 대통령을 역임했다.

## 생애
원래 스페인군의 사관이었던 아리스타는 이후 아구스틴 데 이투르비데의 혁명군에 참가했다. 그후 아리스타는 1836년 텍사스 혁명을 진압하는 동안 멕시코의 독재자 안토니오 로페스 데 산타 안나 휘하에 있었다.
1846년 아리스타는 북부군의 임명되어, 멕시코령 텍사스에서 미군 부대를 축출하기 위해 파견되었다. 그러나 이러한 국경 분쟁의 결과 1846년부터 1848년까지 발발한 처참한 멕시코 미국 전쟁에 불을 붙이게 되었다. 아리스타는 〈팔로 알토 전투〉와 〈레사카 드 라 팔마 전투〉 당시 멕시코군의 사령관이었다.
아리스타의 전략은 전투 연구자들에 의해 토론의 흔한 주제가 된다. 개인적으로 용감하지만, 아리스타는 한결같은 "republicano", 즉 멕시코 자유파벌의 멤버이며, 따라서 그가 맡는 보수적인 참모진들의 천적이었다. 팔로 알토와 레사카 드 라 팔마의 두 전투에서 아리스타는 그의 참모진들의 정치적 내분에 의해 힘을 쓰지 못했다.
레사카 데 라 팔마 전투에서 패전한 후 멕시코 정부는 아리스타를 소환하여 사령관직을 박탈했다. 그후, 팔로 알토와 레사카 드 라 팔마의 패배에 대한 사면을 받았지만, 아리스타는 전투에서 배제되어 나머지 전쟁을 지켜보게 된다.
1851년 아리스타는 대통령으로 호세 호아킨 데 에레라를 점거하여 국가에 안정된 재정을 확보하고자 했다. 아리스타 정권에 대한 보수파의 저항, 그리고 그 보수파에 의한 마지막 반란은 1853년에 그를 사퇴와 추방으로 이끌었다.
그는 1855년 포르투갈의 리스본에서 사망했다. 1880년 아리스타의 시신은 멕시코로 돌아 왔으며, 진보 계파들은 그를 국민적 영웅으로 여겼다.

## 같이 보기
- 멕시코의 국가원수 목록
- 멕시코의 역사